# Abronia smithi
Abronia smithi (абронія Сміта) — вид веретільницеподібних ящірок родини веретільницевих (Anguidae). Ендемік Мексики. Вид названий на честь американського герпетолога Хобарта Мьюїра Сміта.

## Поширення і екологія
Абронії Сміта мешкають в горах Сьєрра-Мадре-де-Чіапас на південному сході штату Чіапас. Вони живуть в гірських хмарних лісах, на висоті від 1800 до 2800 м над рівнем моря. Ведуть деревний спосіб життя.